# Hanwha Group
Hanwha Group (Korean: 한화그룹; Hanja: 韓火그룹 ; RR: Hanhwa Geurup) là một trong những tập đoàn kinh tế lớn (chaebol) của Hàn Quốc, được xếp hạng là tập đoàn Hàn Quốc lớn 7 trong năm 2021 (dựa theo tổng tài sản tại thời điểm cuối năm 2021), đứng thứ 306 trong bảng xếp hạng Fortune Global 500 trong năm 2022. Được thành lập vào năm 1952 với tên gọi ban đầu là Korea Explosives Inc. (Korean: 한국화약 주식회사; Hanja: 韓 國 火 藥 株 式 會 社), khởi đầu từ việc sản xuất vật liệu nổ, Hanwha sau đó nhanh chóng phát triển và trở thành một tập đoàn kinh doanh đa ngành nghề, đồng thời liên tục đa dạng hóa hoạt động kinh doanh trải dài nhiều lĩnh vực như năng lượng, vật liệu, hàng không vũ trụ, cơ điện tử, bán lẻ và dịch vụ tài chính. Năm 1992, "Hanwha" chính thức trở thành tên gọi mới của công ty.

## Lịch sử phát triển

### 1952-1963
Kim Chong-hee (Korean: 김종희; Hanja: 金 鍾 喜; MR: Kim Chonghui) thành lập công ty Korea Explosives Co. vào tháng 10 năm 1952. Trước khi thành lập công ty, ông Kim đã làm việc dưới trai trò là kĩ sư thuốc súng cho công ty 'Chosun Explosives Factory' của Nhật Bản. Sau đó, ông Kim đã thắng thầu mua lại nhà máy Incheon và bắt đầu thành lập công ty riêng tại nơi này. 
Từ 1952-1963, công ty Korea Exploisves Co. cung cấp thuốc nổ công nghiệp cho thị trường nội địa, đáp ứng nhu cầu hoạt động xây dựng và kỹ thuật hạ tầng. Trong cùng thời điểm đó, Korea Exploisive Co. bắt đầu sản xuất nitroglycerin, mang đến lợi thế độc quyền trong lĩnh vực thuốc nổ và thuốc súng. Năm 1959, tập đoàn Hanwha bắt đầu sản xuất thuốc nổ nội địa.

### 1964-1980
Từ năm 1964 đến năm 1980, Hanwha bắt đầu mở rộng đầu tư vào nhiều lĩnh vực, và xây dựng nền móng để trở thành một tập đoàn đa ngành. Vào giữa thập niên 1960s, công ty Korea Hwasung industrial Co. (bây giờ là Hanwha Solutions) được thành lập để hoạt động kinh doanh trong lĩnh vực hoá dầu. Hanwha bắt đầu củng cố năng lực cạnh tranh trong lĩnh vực cơ khí sau khi mua lại Shinhan Bearing Industrial. Bên cạnh đó, Hanwha cũng thành lập công ty Kyung-in Energy vào năm 1969, và công ty Hankook Precision Tools (bây giờ là Hanwha Corporation/Momentum) vào năm 1971. 

### 1981-1995
Kim Seung-youn trở thành chủ tịch thứ hai của tập đoàn và thực hiện đa dạng hoá hoạt động đầu tư. Tập đoàn bắt đầu mở rộng hoạt động kinh doanh sang lĩnh vực hoá chất, thông qua việc mua lại hai công ty Hanyang Chemicals (bây giờ thuộc Hanwha Solutions) và Dow Chemical Korea trong năm 1982. Năm 1985, tập đoàn mua lại Junga group (bây giờ là Hanwha Hotels & Resorts) để mở rộng hoạt động kinh doanh sang lĩnh vực nghỉ dưỡng. Năm 1986, tập đoàn mở rộng hoạt động sang lĩnh vực giải trí và bán lẻ thông qua mua lại Hanyang Stores (bây giờ là Hanwha Galleria). Trong thập niên 1990s, tập đoàn thành lập thêm nhiều công ty như là Hanwha BASF Urethane, Hanwha NSK Precision, Hanwha GKN, Hanwha Machinery Hub Eye Bearings, SKF Hanwha Auto Parts, and Hanwha Motors. 
Năm 1992, Korea Exploisves Co. chính thức đổi tên thành Hanwha.

### 1996-2006
Trong năm 1998, Kyunghyang Shinmun và Binggrae được tách ra khỏi tập đoàn Hanwha, trở thành công ty độc lập. Năm 2002, Hanwha mở rộng hoạt động kinh doanh sang lĩnh vực bảo hiểm thông qua mua lại Korea Life Insurance (bây giờ là Hanwha Life), công ty bảo hiểm lớn thứ hai của Hàn Quốc với thông tài sản 112 tỷ usd trong năm 2021.

### 2007- Hiện tại
Từ năm 2007 đến hiện tại, Hanwha Group tiếp tục thực hiện mở rộng hoạt động kinh doanh trên toàn cầu. Hanwha Group mua lại Azdel năm 2007 và xây dựng nhà máy PVC tại Ningbo, Zhejiang, Trung Quốc vào năm 2011. Solarfun Power Holdings và Q.CELLS được mua lại vào năm 2010 và 2012, nhằm giúp Hanwha trở thành một trong những công ty sản xuất pin năng lượng mặt trời lớn nhất thế giới. Năm 2014, Hanwha mua lại 4 công ty của Samsung: Samsung Techwin (Hiện tại là Hanwha Techwin và Hanwha Aerospace), Samsung Thales (hiện tại là Hanwha System), Samsung General Chemicals (hiện tại là Hanwha Impact) và Samsung Total Petrochemical (hiện tại là Hanwha Toal Energies Petrochemical).
Kể từ 2019, Hanwha đưa vào vận hành nhà máy năng lượng mặt trời lớn nhất tại Mỹ (1.7 GW), được đặt tại Dalton, Geogia. Năm 2021, Hanwha thành lập Space Hub để phát triển hoạt động trong lĩnh vực không gian, đồng thời đồng sáng lập "Space Research Center" cùng với KAIST.
Trong năm 2021, Hanwha có 93 đơn vị trực thuộc trong nước và 616 đơn vị hoạt động trên toàn cầu (công ty liên kết, chi nhánh, văn phòng).

### Tranh cãi
Năm 2011, Kim Seung-youn, chủ tịch hiện tại của Hanwha Group, bị phạt 5.1 tỷ KRW và bị giam giữ 4 năm với tội danh biển thủ và bội tín. 

## Hệ thống kinh doanh chính
- R&D: Đức, Malaysia, USA, Trung Quốc, Hàn Quốc
- Sản xuất: Đức, Cộng Hoà Czech, Malaysia, Trung Quốc, Hàn Quốc, Mỹ
- Marketing & Sales: Úc, Canada, Nhật, Mỹ, Trung Quốc, Hàn Quốc

## Lĩnh vực hoạt động

### Năng lượng & Nguyên vật liệu
Hanwha Group cung cấp các giải pháp năng lượng bao gồm sản xuất năng lượng, dự trữ, truyền dẫn, bán lẻ điện, và phát triển các nhà máy điện để thúc đẩy quá trình chuyển đổi năng lượng. Hanwha hoạt động trong nhiều lĩnh vực năng lượng như năng lượng mặt trời, hydrogen, điện gió, cung cấp các giải pháp công nghệ cao cấp như là nhà máy điện ảo, hệ thống quản lý năng lượng dựa trên trí tuệ nhân tạo.
- Năng lượng mặt trời

Bộ phận Hanwha Solutions Qcell (Hanwha Qcells) cung cấp các giải pháp năng lượng cho thị trường quốc tế, cung cấp giải pháp năng lượng sạch từ pin mặt trời và các mô-đun sản xuất cho đến ESS, phát triển dự án hạ nguồn, cung cấp và bán lẻ năng lượng. Hanwha Qcell là công ty hàng đầu trong lĩnh vực mô-đun năng lượng mặt trời cả về thị trường dân dụng lẫn thị trường thương mạng của Mỹ. Bên cạnh đó, Hanwha Qcell cũng có những hoạt động đáng kể tại thị trường Europe, Châu Á và Úc. Trong tháng 5/2022, Hanwha Group đã lên kế hoạch chi tiêu 36.7 ngàn tỷ KRW vào lĩnh vực năng lượng và hàng không vũ trụ, đồng thời công bố kế hoạch xây dựng thêm một nhà máy mô-đun PV tại Mỹ. Trong năm 2022, Hanwha Qcells đã ra mắt thương hiệu Hanwha Motiev hoạt động trong lĩnh vực trạm sạc xe điện. Hanwha cũng đã đầu tư vào REC Silicon để sản xuất "polysilicon sạch" tại Mỹ, dựa trên công nghệ hyropower để sản xuất polysilicon của tấm pin năng lượng mặt trời.
- Hydrogen

Hanwha Group hoàn thiện chuỗi giá trị từ sản xuất và lưu trữ hydrogen cho đến vận chuyển và tối ưu sử dụng, bao gồm cả công nghệ điện phân nước. Với mục tiêu sản xuất hydrogen sạch, Hanwha Group tối ưu các nguồn năng lượng tái tạo, không phát thải như năng lượng mặt trời. Ammonia đang được sử dụng như là một giải pháp thân thiện môi trường đối với việc lưu trữ và vận chuyển hydrogen.
Hanwha Power Systems đang cung cấp các giải pháp công nghệ đốt hydro để trang bị bổ sung cho các tua-bin khí tại các nhà máy điện khí LNG ở Mỹ và Châu Âu. Công nghệ này cho phép các tua-bin sử dụng hydro làm nguồn nguyên liệu chính, giúp giảm 30% lượng khí thải CO₂ và lượng khí thải nitơ-oxit thấp hơn đáng kể.
- Năng lượng gió

Hanwha Group đang theo đuổi các cơ hội kinh doanh tại thị trường năng lượng tái tạo Châu Âu, tập trung vào năng lượng gió trên đất liền và ngoài biển. Trong năm 2021, Hanwha Solutions mua lại 100% cổ phần công ty RES Méditerranée SAS, công ty mẹ của RES SAS là một công ty phát triển năng lượng tái tạo của Pháp, trước đây thuộc sở hữu của tập đoàn RES. Sau đó RES Méditerranée SAS được đổi tên thành Q ENERGY France SAS. Công ty cổ phần QENERGY Solutions SE bao gồm hai công ty con QENERGY Europe GmbH (bắt nguồn từ Hanwha Qcells) và QENERGY France SAS (trước đây trực thuộc Tập đoàn RES), cả hai đều hoạt động trong lĩnh vực sản xuất, lưu trữ và bán điện sạch với tư cách là nhà sản xuất điện độc lập (IPP).
Tại Hàn Quốc, Hanwha Corporation's E&C phát triển hoạt động kinh doanh điện gió với việc hoàn thiện trang trại điện gió Yeongyang (công suất 76MW) và Jeju Sumang (25 MW) trong năm 2020. Hanwha cũng đang giám sát phát triển dự án điện gió ngoài khơi Shian UI với công suất 400MW và tiến hành nghiên cứu phát triển một số trang trại điện gió ngoài khơi mới.
- Nguyên vật liệu

Hanwha Solutions đang phát triển các công nghệ thân thiện với mội trường để đạt mục tiêu trung hoà carbon, bao gồm ECO-DEHCH, một chất làm dẻo được thiết kế để có tác động đến môi trường thấp hơn so với các chất làm dẻo thông thường, song song với các nghiên cứu về nhựa phân huỷ sinh học và rây phân tử carbon. Công nghệ chuyển hoá nhựa thành hoá chất cho phép liên tục tái chế nhựa bằng cách chiết xuất Naphtha từ nhựa thải và tái tạo chúng thành nguyên liệu thô cơ bản thông qua hoạt động xử lý kết hợp với các chất xúc tác cốt lõi.
Tập đoàn Hanwha tập trung vào các hoạt động nội địa hoá nguyên vật liệu mới, bao gồm khí silicon phục vụ cho hoạt động bán dẫn và pin thứ cấp. Công ty tìm kiếm các cơ hội tăng trưởng thông qua thương mại hoá các hợp chất vô cơ có thể được sử dụng để tạo ra các dẫn xuất giá trị cao, đòi hỏi phải sử dụng axit nitric và cơ sở hạ tầng hydrogen.

### Hàng không vũ trụ và cơ điện tử
Hanwha Group phát triển các công nghệ độc quyền phục vụ cho sự phát triển bền vững của cơ sở hạ tầng trên trái đất và ngoài không gian, bao gồm động cơ cho các phương tiện phóng vào không gian, thiết bị giám sát trái đất, thiết bị liên lạc về tinh và hàng không đô thị. Công ty cũng cung cấp các giải pháp tích hợp cho tương lại, như là camera trí tuệ nhân tạo, công nghệ phân tích thông minh.
- Hàng không vũ trụ

Hanwha Aerospace đóng vai trò quan trọng trong sự phát triển của Nuri, được biết đến với cái tên KSLV-II (Korean Space Launch Vehicle), hệ thống phóng vào vũ trụ đầu tiên của Hàn Quốc. Hanwha Aerospace cũng chịu trách nhiệm cho việc cung cấp hệ thống phụ trợ cơ khí cốt lõi và các thành phần quan trọng của Nuri, bao gồm cả động cơ đẩy tên lửa sử dụng nhiên liệu lỏng. Nuri đã được phóng thành công vào tháng 6/2022, đưa Hàn Quốc trở thành quốc gia thứ 7 thành công trong việc phát triển phương tiện bay vào không gian. Vào tháng 12 năm 2022, công ty đã ký hợp đồng độc quyền với KARI (Viện nghiên cứu hàng không vũ trụ Hàn Quốc) để chuyển giao công nghệ Nuri với mục đích thúc đẩy ngành công nghiệp vũ trụ của Hàn Quốc.
Hanwha Aerospace cũng đã hợp tác với Satrec Initiative để cung cấp các dịch vụ quan sát vệ tinh tổng thể. Hanwha Systems tập trung vào phát triển các hệ thống Synthetic Aperture Radar (SAR), ElectroOptical (EO)/ Hồng ngoại (IR), các mô-dun liên lạc vệ tinh, và đồng thời hợp tác với các công ty như Kymeta và OneWeb.
- Động cơ máy bay

Hanwha Aerospace là công ty sản xuất động cơ máy bay duy nhất của Hàn Quốc. Thông qua hợp tác với các công ty động cơ hàng không hàng đầu thế giới như là Pratt & Whitney, GE, Rolls-Royce, Hanwha Aerospace là nhà sản xuất động cơ máy bay mới nổi với các công nghệ độc quyền trên thị trường toàn cầu.
- Hàng không đô thị (AUM)

Hanwha Systems xây dựng quan hệ đối tác chiến lược của với Overair, một công ty khởi nghiệp về máy bay cất cánh và hạ cánh thẳng đứng (eVTOL) chạy bằng điện của Mỹ, để phát triển Butterfly - một phương tiện bay cá nhân. Bên cạnh đó, công ty cũng có kế hoạch cung cấp nhiều giải pháp UAM cho các phương tiện di chuyển trên không, cơ sở hạ tầng, và dịch vụ di chuyển hàng không trong tương lai. 
- Giải pháp bảo mật

Hanwha Techwin là một công ty chuyên môn hoá trong thiết kế quang học, xử lý hình ảnh để cung cấp các giải pháp giám sát video quốc tế. Hanwha Techwin cũng tập trung vào việc chuyển đổi thành nhà cung cấp các giải pháp hệ thống nền tảng (platform-oriented solutions), bằng cách xây dựng giải pháp bảo mật trên nền tảng AIoT, điện toán đám mây, sử dụng trí tuệ nhân tạo và máy học.
- Giải pháp kĩ thuật tự động hoá

Hanwha Corporation/Momentum là một công ty giải pháp công nghệ tự động hoá chuyên về xử lý lắng đọng chân không, xử lý nhiệt, hậu cần và phần mềm. Công ty cung cấp các giải pháp cốt lõi cho pin thứ cấp, năng lượng mặt trời, màn hình và tự động hoá trên toàn thế giới. Hanwha Precision Machinery, sắp tới được sát nhập vào Hanwha Corp., cung cấp các giải pháp tuỳ chỉnh cho chất bán dẫn và thiết bị hiển thị, bao gồm sản phẩm chủ lực như thiết bị định vị chip Surface Mount Technology.

### Dịch vụ tài chính
Hanwha là tập đoàn tài chính phi ngân hàng lớn thứ 2 tại Hàn Quốc, hoạt động trên nhiều lĩnh vực khác nhau như bảo hiểm, chứng khoán, quản lý tài sản, dịch vụ tài chính doanh nghiệp. Công ty cũng đang tập trung đầu tư và nâng cao dịch vụ tài chính công nghệ. Hanwha đang kết hợp các công nghệ AI và dữ liệu lớn, để phát triển và vận hành các nền tảng kỹ thuật số, như là nền tảng tiếp thị LIFEPLUS (https://www.lifeplus.co.kr/en/), STEPS, PINE, giải pháp tổng đại đại lý, và nền tảng báng hàng tương lai. Hoạt động kinh doanh tài chính của Hanwha vươn ra khắp các thị trường châu Á, bao gồm Việt Nam, Trung Quốc, Indonesia và Singapore, đồng thời đa dạng hóa từ các quốc gia phát triển kinh doanh trước đó bao gồm Mỹ. 
Vào năm 2014, Hanwha Life đã ra mắt DREAMPLUS, nền tảng đổi mới sáng tạo và tăng tốc khởi nghiệp.
- Dịch vụ bảo hiểm

Hanwha Life là công ty bảo hiểm cung cấp nhiều giải pháp nhân thọ cho khách hàng. Công ty hiện đang thúc đẩy hoạt động kinh doanh trong thời đại kỹ thuật số bằng cách giới thiệu các công nghệ mới để nâng cao trải nghiệm của khách hàng. Hanwha General Insurance cung cấp các dịch vụ kỹ thuật số hướng đến khách hàng, đầu tư vào fintech và các nền tảng đổi mới nhằm mở rộng hoạt động động kinh doanh chăm sóc sức khỏe. Carrot là hãng bảo hiểm 100% kỹ thuật số đầu tiên được cấp phép bởi Hàn Quốc.

### Dịch vụ bán lẻ, giải trí & phong cách sống
Hanwha hoạt động trong lĩnh vực kỹ thuật & xây dựng, bán lẻ & dịch vụ, với kế hoạch mở rộng kinh doanh bằng cách phát triển các khu phức hợp quy mô lớn và chuyển đổi thành một công ty phát triển nền tảng phong cách sống.
- Cửa hàng bách hóa cao cấp

Galleria là chuỗi cửa hàng bách hóa cung cấp các dịch vụ sang trọng, nhiều lựa chọn về phong cách, và liên tục cập nhật xu hướng mới. Galleria đang theo đuổi mục tiêu trở thành công ty cung cấp dịch vụ xa xỉ hàng đầu bằng cách phát triển các nền tảng vượt trội cho cửa hàng trực tuyến và trực tiếp. Công ty đã giới thiệu nhiều sáng kiến mới như nhà hàng bách hóa đầu tiên ở Hàn Quốc, ra mắt Maison Galleria là phòng chờ VIP độc quyền trong cửa hàng bách hóa.
- Khách sạn & Nhà hàng

Hanwha Hotels & Resorts là một công ty điều hành các khu nghỉ dưỡng và cơ sở giải trí ở Hàn Quốc và nước ngoài. THE PLAZA là một khách sạn Boutique hạng sang, được đánh giá là một trong những khách sạn ưu việt tại Châu Á. Khách sạn nằm ở trung tâm của Seoul, gần các điểm tham quan nổi tiếng và các tổ chức tài chính, giúp cho nó trở thành một điểm đến được ưa thích của khách du lịch và khách hàng doanh nghiệp. Vào năm 2018, Hanwha Hotels & Resorts đã khai trương Geoje Belvedere, một khu phức hợp nghỉ dưỡng cao cấp bên bờ biển, là sự kết hợp giữa hoạt động chăm sóc sức khoẻ và dịch vụ hạng sang. Hanwha Hotels & Resorts cũng phát triển Yeosu BELLE MER, một khách sạn nghỉ dưỡng cao cấp ra mắt vào năm 2020, và thương hiệu khách sạn MATIÈ, được thiết kế cho những người tiên phong của thế hệ Gen Z và Millennial. Công ty đang có kế hoạch phát triển nhiều hoạt động kinh doanh nhượng quyền MATIÈ trên toàn quốc vào năm 2030.
- Khu phức hợp

Hanwha hướng tới tạo ra những không gian đô thị đặc biệt và các khu phức hợp đa năng, mang đến những sự khác biệt và tạo ra những trải nghiệm mới cho khách hàng. Vào năm 2021, tập đoàn Hanwha/Engineering & Construction đã thắng thầu xây dựng một khu liên hợp hội nghị và thể thao mới trên khu đất 350.000m2, toạ lạc gần khu liên hợp thể thao Jamsil của Seoul. Khu phức hợp mới được ký vọng sẽ trở thành một trung tâm hội nghi toàn cầu cho các hoạt động MICE (hội nghị, trao thưởng, hội thảo, triển lãm).   
Hanwha Connect là nhà phát triển và quản lý các khu phức hợp thương mại, bao gồm các nhà ga đường sắt như Ga Seoul và Ga Cheongnyangni. Công ty đặt mục tiêu tạo ra không gian trung tâm cho cuộc sống đô thị bằng cách giao thoa và kết nối tính đa đạng của các nền văn hóa và doanh nghiệp.  

## Chi nhánh và công ty con của Hanwha Group trên thế giới

### Hàng không vũ trụ & Cơ điện tử
- Hanwha Corporation
- Hanwha Aerospace
- Hanwha Systems
- Hanwha Vision (Hanwha Techwin)
- Hanwha Precision Machinery

### Năng lượng & Vật liệu
- Hanwha Solutions
- Hanwha Energy
- Hanwha Impact
- Hanwha Power Systems
- Hanwha TotalEnergies Petrochemical
- Yeochun NCC

### Tài chính
- Hanwha Life
- Hanwha General Insurance
- Hanwha Asset Management
- Hanwha Investment & Securities
- Hanwha Savings Bank
- Hanwha Life Financial Services
- Carrot General Insurance
- Hanwha Finanical Technology

### Bán lẻ và dịch vụ
- Hanwha Hotels & Resorts
- Hanwha Galleria
- Hanwha Connect

## Công ty con và chi nhánh của Hanwha Group tại Việt Nam

### Hanwha Life Việt Nam
Được thành lập vào năm 1946 tại Hàn Quốc, Hanwha Life không chỉ là công ty bảo hiểm nhân thọ hàng đầu, mà còn là công ty bảo hiểm nhân thọ đầu tiên và lâu đời nhất tại quốc gia này. Trong hơn 75 năm qua, công ty đã đóng một vai trò quan trọng trong hoạt động công nghiệp hoá và phát triển kinh tế của Hàn Quốc. Vào năm 2021, Hanwha Life đã xây dựng được một cấu trúc hoạt động bền vững với tổng tài sản lên tới 112,76 tỷ USD, luôn cam kết bổ sung các sản phẩm và dịch vụ sáng tạo nhằm đáp ứng nhu cầu đa dạng của khách hàng.
Hanwha Life Việt Nam được cấp giấy phép thành lập số 51GP/KDBH vào ngày 12/6/2008, với vốn điều lệ 4.891 tỷ đồng, và là một trong những công ty bảo hiểm nhân thọ có tiềm lực tài chính mạnh nhất tại Việt Nam. Vào ngày 1/4/2009, Hanwha Life Việt Nam đã chính thức giới thiệu sản phẩm đến khách hàng.
Hiện nay, Hanwha Life Việt Nam đang có hơn 500 nhân viên cùng hơn 37.000 tư vấn tài chính hoạt động ở trên 160 điểm phục vụ khách hàng trên cả nước. Tính đến năm 2022, công ty có gần 1.000.000 khách hàng tin tưởng và giao phó trọng trách bảo vệ bản thân và gia đình. Hanwha Life Việt Nam cũng là doanh nghiệp vinh dự được nhận danh hiệu “Top 10 Công ty Bảo hiểm uy tín” liên tục trong 6 năm (từ 2017 đến 2022).

### Hanwha Aerospace
Kể từ khi bắt đầu mảng kinh doanh động cơ máy bay vào năm 1977, với tư cách là nhà sản xuất tuabin khí duy nhất trong nước, Hanwha Aerospace (công ty mẹ) đã đóng một vai trò then chốt trong sự phát triển của ngành cơ khí chính xác của Hàn Quốc.
Dựa trên nền tảng năng lực kỹ thuật tích lũy được trong lĩnh vực cơ khí siêu chính xác, công ty đang cung cấp các dịch vụ toàn diện cần tích hợp công nghệ kỹ thuật hiện đại như: phát triển, sản xuất, lắp ráp và bảo dưỡng động cơ máy bay.
Trên cơ sở năng lực kỹ thuật tích lũy trong 40 năm qua, để vươn lên trở thành nhà cung cấp linh kiện hàng đầu thế giới và là đối tác chiến lược trong thị trường linh kiện động cơ máy bay, nhà máy Hanwha Aero Engines đã được xây dựng và hoàn công tại Việt Nam vào năm 2018 và đang phát triển mạnh mẽ.
Hanwha Vision (trước đây là Hanwha Techwin) là nhà cung cấp các giải pháp giám sát toàn cầu, cung cấp cho khách hàng các insight hữu ích bằng các giải pháp giám sát và tầm nhìn, đưa ra các giá trị mới thông qua việc không ngừng thử thách, đổi mới và phát triển giải pháp.
Hanwha Vision sở hữu năng lực cạnh tranh cốt lõi trong công nghệ giám sát như phân tích, xử lý hình ảnh. Công ty thu thập thông tin đa dạng thông qua các công nghệ giám sát này và chuyển đến khách hàng các insight và thông tin hữu ích trải dài toàn bộ hoạt động kinh doanh, bao gồm bảo mật, tiếp thị, vận hành dựa trên phân tích big data bằng công nghệ AI và Cloud. Hanwha Vision hướng tới trở thành một doanh nghiệp đối tác giải pháp giám sát, giúp giải quyết các nhu cầu cấp thiết (Pain point) của khách hàng trong nhiều lĩnh vực khác nhau như: đô thị, giao thông, bán lẻ, công trình công nghiệp, và cơ quan nhà nước, nhờ vào các giải pháp thông minh và thiết kế hướng tới tương lai.

### Hanwha Precision Machinery
Hanwha Precision Machinery được thành lập vào năm 1989. Tại thời điểm đó, công ty là cơ sở sản xuất thiết bị gắn linh kiện điện tử trong ngành công nghiệp bề mặt SMT (Surface Mounting Technolody) duy nhất tại Hàn Quốc. Dựa trên nền tảng năng lực về công nghệ vốn có trong ngành công nghiệp vi mạch cũng như các lĩnh vực liên quan đến chất bán dẫn có độ chính xác cao, Hanwha Precision Machinery hiện đang cung cấp năng lực công nghệ cần thiết trong sản xuất cho các nhà máy chế tạo chất bán dẫn EMS trên khắp thế giới.

### Hanwha Energy
Khởi đầu từ mảng kinh doanh chuỗi phức hợp năng lượng từ năm 2007, Hanwha Energy đã đa dạng hóa hoạt động kinh doanh sang lĩnh vực sản xuất điện mặt trời, ESS, LNG và bán lẻ điện để trở thành công ty giải pháp năng lượng toàn diện.
Với trọng tâm là đầu tư phát triển các dự án phát điện, công ty đã phát triển và vận hành các dự án điện năng lượng mặt trời ở các thị trường như Mỹ, Mexico, Nhật Bản, Việt Nam, Malaysia, Tây Ban Nha, Italy, v/v. Tại Việt Nam, Hanwha Energy đã đầu tư phát triển nhà máy điện mặt trời với công suất 100MWp tại tỉnh Khánh Hòa và đưa vào hoạt động từ tháng 6/2019.
Ngoài ra, công ty tích cực theo đuổi mảng kinh doanh mới, sử dụng nguồn năng lượng sạch LNG với dự án xây dựng và cung cấp khí LNG cho nhà máy điện LNG quy mô 1GW tại Tongyeong, Hàn Quốc. Đồng thời, tại Việt Nam Hanwha Energy cùng Tổng công ty Khí đốt Hàn Quốc và Tổng công ty điện lực Hàn Quốc đang phát triển dự án điện khí Hải Lăng tại tỉnh Quảng Trị.

### Hanwha Power Systems
Hanwha Power Systems là nhà sản xuất thiết bị năng lượng toàn cầu với năng lực thiết kế, sản xuất và thử nghiệm độc lập.
Dựa trên công nghệ và kinh nghiệm tích lũy trong một thời gian dài trong lĩnh vực động cơ gas turbine từ năm 1977, bao gồm máy nén khí turbo và tua-bin khí sử dụng trong các khu sản xuất công nghiệp, nhà máy lọc dầu và nhà máy hóa chất, nhà máy điện và nhà máy khí hóa lỏng LNG, hiện nay công ty đang phát triển mảng dịch vụ đại tu, sửa chữa và  nâng cấp tuabin khí sử dụng khí hydro để sản xuất điện.
Với tầm nhìn trở thành công ty dẫn đầu toàn cầu về Giải pháp Điện & Năng lượng, Hanwha Power Systems sẽ cung cấp giá trị tốt nhất cho khách hàng trên toàn thế giới với dòng sản phẩm đa dạng và công nghệ tiên tiến nhất

### Pinetree Securities
Pinetree là công ty mang pháp nhân Việt Nam của Hanwha Investment & Securities, tiếp cận Việt Nam từ tháng 4 năm 2019 và ra mắt chính thức vào tháng 12 năm 2019 dưới tên gọi là Pinetree Securities Corporation. Các lĩnh vực dịch vụ chính bao gồm môi giới chứng khoán (broker), cho vay đảm bảo cố phiếu (margin lending), bán các sản phẩm tài chính và tư vấn đầu tư,…
Lần đầu tiên trong ngành, chúng tôi áp dụng chính sách miễn phí phí giao dịch chứng khoán cho tất cả khách hàng và lãi suất cho giao dịch tín dụng là 9,9%, thấp nhất trong ngành. Khác với các công ty chứng khoán trong nước, lý do để Pinetree có thể duy trì chính sách giá cạnh tranh là Pinetree đảm bảo tính liên tục của hoạt động dịch vụ thông qua việc ưu tiên mạnh thiết lập cơ sở hạ tầng kỹ thuật số và đầu tư tự động hóa.
Pinetree tiếp cận khách hành thông qua hệ sinh thái đa dạng: Ứng dụng giới thiệu về đầu tư ban đầu Stock123, nền tảng giao dịch cộng đồng xã hội PineX, hệ thống mobile trading bắt kịp xu hướng trẻ Alpha Trading, và hệ thống web trading dành cho các nhà đầu tư chuyên nghiệp.

### Hanwha International Việt Nam
Hanwha International Việt Nam (tiền thân là Văn Phòng Đại Diện Hanwha Corporation) được thành lập vào năm 2020 với mục đích đẩy mạnh phát triển, xuất khẩu và nhập khẩu các mặt hàng hóa chất cơ bản, dung môi, nhựa và các hoạt động tư vấn quản lý.
Nắm được nhu cầu thiết yếu của cuộc sống, cộng thêm tiềm năng sẵn có và kinh nghiệm nhiều năm về ngành hóa chất, Hanwha International Việt Nam tự tin cung cấp, phát triển các mặt hàng mới, ứng dụng cao, phù hợp với tiêu chí sản xuất đa dạng ngành hàng, đa dạng lĩnh vực. Trong đó gồm dệt nhuộm, chất tẩy rửa, sản xuất đồ gia dụng, phụ gia, in ấn và xây dựng…
Hanwha International Việt Nam muốn hướng đến tiêu chí vừa đạt được hiệu quả cao cho khách hàng đồng thời đảm bảo an toàn với môi trường. Ngoài ra, Hanwha International Việt Nam đặt mục tiêu sẽ trở thành nhà cung cấp hóa chất nằm trong top đầu về chất lượng trên thị trường.

### Hanwha Financial Technology
Công ty TNHH Hanwha Financial Technology (tiếng Anh: Hanwha Financial Technology) là công ty con của tập đoàn Hanwha Group, đã tiếp cận thị trường Việt Nam từ năm 2018 và chính thức thành lập ngày 8 tháng 9 năm 2020. Công ty đặt trụ sở tại thành phố Hồ Chí Minh và đồng thời sở hữu một Data center ở Hà Nội. Công ty đang tiến hành các công việc như thu thập và phân tích dữ liệu, phát triển phần mềm và nền tảng trong lĩnh vực fintech của Việt Nam. Ngoài ra, Công ty còn đóng góp thêm nhiều giá trị thông qua việc phân tích các dữ liệu đã thu thập được và từ đó hỗ trợ tư vấn quản lý cho các công ty khác. Với kinh nghiệm và công nghệ tiên tiến của mình, Hanwha Financial Technology đặt mục tiêu trở thành công ty Fintech hàng đầu tại thị trường Việt Nam.

## Giải thưởng
- Giải thưởng Old Tower Industrial, tháng 11 năm 1982
- Giải thưởng Công ty xuất khẩu đạt mức 100 triệu usd, tháng 11 năm 1982
- Giải Bạc Tower Industrial và công ty xuất khẩu đạt mức 1 tỷ usd, tháng 11 năm 1998
- Giải Vàng Tower Industrial (kỉ niệm lần thứ 45, ngày lễ thương mại hằng năm), tháng 12 năm 2008
- Giải thưởng Công ty xuất khẩu đạt mức 2 tỷ usd (kỉ niệm lần thứ 45, ngày lễ thương mại hằng năm) tháng 12 năm 2008

## Đội tuyển thể thao
- Hanwha Eagles
- Hanwha Life Esports